# Sergio Lozano Lluch
Sergio Lozano Lluch (Alzira, Ribera Alta, 24 de març de 1999) és un futbolista valencià. Juga de migcampista i el seu equip actual és el Llevant UE.

## Trajectòria
Natural d'Alzira, va començar a formar-se en les categories inferiors de la Unió Esportiva Alzira i del Llevant UE, fins que va ingressar al planter del Vila-real CF. Sergio passaria per categoria cadet, juvenil, Vila-real Club de Futbol C i Vila-real Club de Futbol B, a més seria internacional Sub-16 i Sub-17 amb Espanya.
La temporada 2017-2018 va ser un habitual del filial castellonenc que va acabar en segona posició i que va jugar la fase d'acens a Segona Divisió, caient en l'última ronda davant l'Elx CF.
Dirigit per Javi Calleja debutaria oficialment fins a dues ocasions amb el primer equip del Vila-real CF. La primera vegada va ser al desembre de 2017, en un partit de la fase de grups de l'Europa League contra el Maccabi de Tel Aviv. I la segona, durant la temporada 2019-20, en la golejada contra el Comillas (0-5) en la Copa del Rei, en el qual va disputar 64 minuts i li va donar una assistència a l'internacional colombià Carlos Bacca, golejador d'aquella nit.
A la recta final de la temporada 2019-20, Javi Calleja va incorporar Lozano al dia a dia del primer equip i al juny de 2020 va entrar en la convocatòria del partit contra el Celta de Vigo.
La temporada 2019-2020 va disputar un total de 26 partits de Lliga dins del grup III de Segona Divisió B, marcant 6 gols amb el filial del Vila-real Club de Futbol.
El 13 d'agost de 2020, el migcampista arriba cedit al FC Cartagena de la Segona Divisió espanyola, per una temporada.
El 26 de desembre de 2020, acaba la seva cessió al FC Cartagena per tornar al Vila-real CF.